# André Marín
André Marín Puig (Ciudad de México, 28 de abril de 1972-Monterrey, 16 de septiembre de 2024), conocido como André Marín, fue un comentarista deportivo y conductor de televisión mexicano. Comenzó su carrera de conductor en 1990, en Imevisión, después en TV Azteca, en programas como Montana Intersports, Los Protagonistas y DeporTV.

## Biografía
Hijo de un padre italiano y una madre española, André Marín nació el 28 de abril de 1972 en el Hospital Español de la Ciudad de México y creció con su madre y sus abuelos maternos. Tras una infancia y adolescencia difíciles en las cuales enfrentó el abandono de su padre y una mala relación con el esposo de su madre, recorrió varios colegios de la capital mexicana hasta concluir su educación en una preparatoria de la Universidad Iberoamericana.
Inició su carrera profesional a los 14 años leyendo los cables noticiosos de las ligas de fútbol europeas y como reportero de cancha en los programas de DeporTV y Los Protagonistas dirigidos por José Ramón Fernández en la cadena Imevisión, y que a la postre se convertiría en TV Azteca. Como presentador debutó en el programa semanal Montana Inter Sports en 1996 y poco tiempo después empezó a sentarse con José Ramón en sus mesas de análisis de sus diferentes programas.
En el 2012 firmó con la cadena Fox Sports México y se convirtió en moderador del programa La Última Palabra y en octubre de 2023 firma con la televisora TUDN y participa en los programas Tercer Grado Deportivo y La jugada.
Marín estuvo casado con Patricia Areola y tuvo tres hijos: André, Alonso y Mauro. Falleció el 16 de septiembre de 2024 mientras convalecía de un trasplante doble de pulmón originado por la bacteria Clostridium difficile.